# Frontera entre Namibia y Zambia
La frontera entre Namibia y Zambia se ubica a la extremidad del apéndice geográfico llamado Franja de Caprivi, perteneciente a Namibia.

## Geografía
Parte del punto triple con Angola hasta la ciudad de Katima Mulilo, sede de la región namibiense de Zambezi, y desde allí la frontera está delimitada por el río Zambeze. Desde 2004, un puente de doble vía de 900 m conecta Katima Mulilo con Sesheke en Zambia, sobre una gran carretera que conecta Walvis Bay a Lusaka.
Esta frontera se definió oficialmente en 1990, cuando Namibia obtuvo su independencia de Sudáfrica. Las fronteras de esta región se definieron desde el siglo XIX cuando Cecil Rhodes estableció en 1889 la Compañía Británica de Sudáfrica. En 1923, el área se convirtió en protectorado del Imperio británico, y se dividió en Rodesia del Norte (hoy Zambia) y Rodesia del Sur (hoy Zimbabue).